# Дејвид Мансон
Дејвид Кертис Мансон (енгл. David Curtiss Munson; Медајана, 19. мај 1884 — Антверп, 17. септембар 1953) је бивши амерички атлетичар, на преласку из 19. у 20. век, специјалиста за трчање на средње стазе. Био је члан АК Њујорк.
Као такмичар Сједињених Америчких Држава учествовао је на Летњим олимпијским играма 1904. одржаним у Сент Луису. Такмичио се у три дисциплине: 1.500 метара и 2.590 м са препрекама у појединачној конкуренцији и у екипној трци на 4 миље. Задње две наведене дисциплине су биле на програму само на овим играма.
У појединачној конкуренцији био је четврти у трци на 1.500 м, а
шести у трци на 2.590 м са препрекама.
Са екипом САД коју је предстаљао Атлетски клуб Њујорк у чијем су саставу поред њега били и Артур Њутон, Џорџ Андервуд, Пол Пилгрим и Хауард Валентајн освојио је златну медаљу.
Дипломирао је на Корнвел Универзитети 1906.